# نياس
نياس (Tanö Niha «تانو نيها» بلغة نياس) جزيرة إندونيسية في المحيط الهندي على بعد حوالي مائتي كيلومتر غرب سومطرة الشمالية، وهي أكبر أفراد سلسلة الجزر التي تمتد من سيميولوي في الشمال إلى إنغانو في الجنوب يوازي شاطئ سومطرة، وهذه السلسلة هي الحد الفاصل بين اللوح الهندي الأسترالي واللوح الآسيوي (اقرأ ألواح تكتونية).
تقع نياس على خط عرض 1° 30' شمالا وخط طول 97° 98' شرقا. وتمتد نياس 125 كيلومتر من الشمال إلى الجنوب، و40 كيلومتر من الشرق إلى الغرب. قطرها 5625 كم2.
تنقسم إلى دائرتين: دائرة نياس عاصمتها غومونغ سيتولي ودائرة جنوب نياس عاصمتها تيلوك دالام. وهي في ولاية سومطرة الشمالية.
أكثر سكانها مسيحيون، وكان يؤمن البعض بدين تقليدي. لغة نياس لغة أوسترونيزية شبيهة بلغات سومطرة. من تقاليدها الخاصة «قفز الأحجار»، فيحاول الشباب أن يقفزوا فوق جدران من الحجر تصل طولها إلى مترين حتى يبينوا قوتهم.
مات 122 من سكان نياس في زلزال المحيط الهندي يوم 26 ديسمبر 2004، وأكثر من 300 شخص في زلزال 28 مارس 2005، وتدمرت بيوت كثيرة.

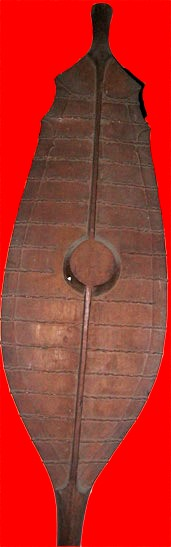
جنة نياسي تقليدي

اشتهر الجزيرة بأحجار الميغاليث الضخمة التي بنيت قبل حوالي ألفي سنة. احتلت هولندا نياس في 1863، لكن ثار سكانها مرات حتى 1909. بعد ذلك دخل أكثر السكان في المسيحية.
تلعب السياحة دورا كبيرا في اقتصاد الجزيرة، فسواحلها تناسب ركوب الأمواج، خاصة في جنوب الجزيرة قرب مدينة سوراكي، وأجريت مسابقات دولية لركوب الأمواج فيها.
يمكن الوصول إلى الجزيرة بواسطة الزورق من سيبولغا إلى غومونغ سيتولي أو تيلوك دالام أو لاهيوا أو عبر الطائرة من مطار إندونيسيا إلى مطار غومونغ سيتولي الصغير.